# Saint-Jean-de-Sixt
Saint-Jean-de-Sixt é uma comuna francesa na região administrativa de Auvérnia-Ródano-Alpes, no departamento da Alta Saboia. Estende-se por uma área de 12.21 km². Em 2010 a comuna tinha 1 495 habitantes (densidade: 122,4 hab./km²).